# Hubert Klinkel
Hubert Klinkel (* 5. Januar 1939 in Cochem, Mosel) ist ein deutscher Medailleur  und Bildhauer.

## Leben
Hubert Kinkel wurde in Cochem geboren. Von 1961 bis 1966 studierte er an der Akademie der Bildenden Künste in Nürnberg. Er war Meisterschüler von Hans Wimmer. Danach lebte er in Bischofsheim an der Rhön, Zell am Main und in Oberschwarzach im südlichen Landkreis Schweinfurt.

## Wirken
Hubert Klinkel war Lehrer an der Holzschnitzerschule in Bischofsheim an der Rhön. Seit den 1970er Jahren arbeitete er auch in Keramik. 1971 war er Aussteller bei der FIDEM (Fédération Internationale des Éditeurs de Médailles) in Köln und 1975 in Krakau. 1977 erhielt er den Bayerischen Förderpreis für Bildhauerei. Hubert Klinkel entwarf über 30 Jahre lang Münzen. Ein Beispiel für einen erfolgreichen Entwurf, der zur Ausführung gelangte, war die 10-DM-Silbermünze der Bundesrepublik Deutschland von 1990 zum 800. Jubiläum des Deutschen Ordens.